# Verzorgingsplaats Den Bout
Verzorgingsplaats Den Bout is een  Nederlandse verzorgingsplaats, gelegen aan de noordzijde van de A15 Bemmel-Europoort tussen afritten 27 en 26 in de gemeente Hardinxveld-Giessendam.
Aan de andere kant van de snelweg ligt verzorgingsplaats Steenenhoek.
Richting Bemmel:
Staeldiep · 
Portland · 
Ridderkerk · 
Steenenhoek · 
Veenbult · 
Molenkamp · 
De Mark · 
Overbroek · 
Leigraaf
Richting Maasvlakte:
Varakker ·
Eigenblok ·
Den Bout · 
Alblasserdam